# Шейндлин, Александр Ефимович
Алекса́ндр Ефи́мович Ше́йндлин (22 августа [4 сентября] 1916, Самара, Российская империя — 13 января 2017, Жуковка, Одинцовский район, Московская область, Российская Федерация) — советский и российский физик. Академик АН СССР/РАН (1974), почётный директор Объединённого института высоких температур РАН. Доктор технических наук (1954), профессор (1955). Герой Социалистического Труда (1986); Лауреат Ленинской премии (1959), Государственной премии СССР (1976), премии имени И. И. Ползунова Академии наук СССР (1963) и Международной энергетической премии «Глобальная энергия» (2004).

## Биография
Родился в еврейской семье выходцев из Речицы (Минская губерния). Отец — инженер-строитель Волька-Нехемья Нохимович (впоследствии Ефим Наумович) Шейндлин, выпускник Киевского политехнического института, с 1915 года работал техником в конторе самарского трамвайного бюро. Мать, Эсфирь Наумовна, училась на женских медицинских курсах. Брат и две сестры умерли от инфекционной болезни.
В школу пошёл в девятилетнем возрасте сразу в 3-й класс, в 13 лет окончил школу-семилетку (1930). Поступил в ФЗУ при Самарском станкостроительном заводе, получил специальность токаря и 4-й разряд. В 1932 году окончил училище и поступил в Самарский строительный институт. Однако через три дня после начала занятий, под влиянием профессора Сурвило, перешёл в Средневолжский энергетический институт. В связи с переводом отца на работу в Москву также перевёлся в Московский энергетический институт (1934).
В 1937 году с отличием окончил Московский энергетический институт, получил специальность инженера-теплотехника. По распределению пришёл на работу на завод «Акрихин», откуда уже в августе 1937 года сумел перейти на завод № 239, где развёртывались работы по созданию новых энергетических установок для военно-морского флота.
В мае 1939 года поступил в аспирантуру МЭИ. Его научным руководителем был М. П. Вукалович. Учёбу совмещал с работой в лаборатории по исследованию свойств водяного пара высоких давлений и температур в ЭНИНе и преподаванием в МЭИ (ассистент кафедры).
Участвовал в Великой Отечественной войне (1941—1945). В армию пошёл добровольцем. Получив рекомендацию комитета комсомола МЭИ, 16 июля 1941 года был зачислен в мотострелковый полк бригады особого назначения (ОМСБОН). Однополчанами были ставшие впоследствии известными поэтами Семён Гудзенко и Юрий Левитанский, будущий Герой Советского Союза Лазарь Паперник. Часть дислоцировалась в Подмосковье, бойцы несли охрану различных объектов в Москве. В феврале 1942 года получил направление в Ленинградскую военно-воздушную академию, эвакуированную в Йошкар-Олу. Начал преподавать в Академии, капитан-инженер. Среди преподавательского состава Академии в то время были Яков Пановко, Николай Бутенин, Никита Толстой.
В 1943 году в учёном совете МЭИ защитил кандидатскую диссертацию. В том же году находился 1,5 месяца в действующих частях (284-й авиаполк) на Юго-Западном фронте — инженер-капитан эскадрильи, в боевых действиях участия не принимал.
31 декабря 1945 года демобилизовался из армии. Возвратился к преподавательской и научно-исследовательской работе на кафедре теоретических основ теплотехники МЭИ. В 1953 году защитил докторскую диссертацию.
В 1954 году совместно с В. А. Кириллиным организовал кафедру инженерной теплофизики МЭИ. На базе кафедры в дальнейшем была создана Лаборатория высоких температур, которая в 1961 году была реорганизована в НИИ высоких температур. В 1966 году НИИ был преобразован в Институт высоких температур АН СССР, директором которого он и был назначен, который он возглавлял до 1987 г. Затем — почётный директор Объединённого института высоких температур РАН.
На протяжении многих лет был заместителем академика-секретаря Отделения физико-технических проблем энергетики АН СССР, председателем секции МГД (магнитогидродинамического) преобразования энергии Научного совета АН СССР, руководителем программы Президиума РАН «Фундаментальные проблемы энергетики». Под его руководством была разработана концепция технического перевооружения энергетического хозяйства Московского региона (2005) и принципиальные положения стратегии развития электроэнергетики России на период до 2030 г. (2008—2009).
В 1967 г. основал кафедру высокотемпературных процессов и установок (затем — кафедра физики высокотемпературных процессов) Московского Физико-технического института, профессором которой он был более двадцати лет.
Основоположник теплофизической школы. Подготовил плеяду талантливых учеников, среди которых более 50 кандидатов и 30 докторов наук. Главный редактор журнала «Теплофизика высоких температур».
Похоронен в селе Черноречье Волжского района Самарской области.

## Научная деятельность
- Теплофизические свойства веществ
- Нетрадиционные виды энергетики, прикладная сверхпроводимость и физика плазмы, теплофизика экстремальных состояний, водородная энергетика
- Термодинамические свойства водяного пара сверхкритических параметров; магнитогидродинамические генераторы.

Создал научный базис для современной тепловой энергетики, которая сегодня даёт 90 % всей энергии. Впервые провёл исследования термодинамических свойств воды и водяного пара сверхкритических параметров — основы создания тепловых станций нового поколения со сверхкритическими параметрами.
В качестве главного конструктора академик возглавлял разработку первого промышленного МГД-энергоблока мощностью 580 МВт. Под руководством решены многие проблемы комплексной переработки твёрдого органического топлива и получения синтетических жидких и газообразных топлив. Вёл изучение теплофизических свойств металлов и их паров (натрий, калий, цезий, рубидий, жидкий уран), многие из свойств которых были открыты и сформулированы впервые в мире.
Результаты работы учёного нашли широкое практическое применение в ядерных энергетических установках и установках прямого преобразования энергии. Под его руководством были сооружены и успешно введены в эксплуатацию первые в мире экспериментальная модельная магнитогидродинамическая установка У-02 (1964) и опытно-промышленная установка У-25 (1971) для прямого преобразования тепловой энергии в электрическую.

## Публикации
- А. Е. Шейндлин. «Основы экспериментальной термодинамики», 1950
- Термодинамика растворов : [Учеб. пособие для теплотехн. специальностей вузов] / В. А. Кириллин, А. Е. Шейндлин. — Москва ; Ленинград : Госэнергоиздат, 1956. — 272 с.
  - Термодинамика растворов / В. А. Кириллин, А. Е. Шейндлин, Э. Э. Шпильрайн. 2-е изд. — М. : Энергия, 1980. — 287 с. — 3000 экз.
- В. А. Кириллин, А. Е. Шейндлин. Исследования термодинамических свойств веществ. — М.-Л., 1963.
- А. Е. Шейндлин «Тяжёлая вода», 1963
- Техническая термодинамика / В. А. Кириллин, А. Е. Шейндлин, В. В. Сычёв. — 2-е изд. — М., 1974.
- А. Е. Шейндлин и др. Исследование МГД-установки У-02 при её работе в длительных режимах. — «Теплофизика высоких температур», 1971, т. 9, № 5.
- А. Е. Шейндлин. «Новая энергетика», 1987
- Проблемы новой энергетики: монография / А. Е. Шейндлин. — М.: Наука, 2006 (М.). — 406 с. ISBN 5-02-034262-9
- А. Е. Шейндлин. «Алюмоводородная энергетика» (2007)

### Мемуары и воспоминания
- Воспоминания старого академика / А. Е. Шейндлин. М.: Наука, 2001. 127 с., ISBN 5-02-008774-2.

## Семья
- Брат — доктор юридических наук Борис Владимирович Шейндлин (1896—1963), заведующий кафедрой государства и права Ленинградского государственного университета.
- Племянник (сын сестры, юриста Розы Вольфовны Ресиной, 1903—1983) — российский государственный деятель Владимир Иосифович Ресин (род. 1936)[6].

## Награды, премии, почётные звания
- Герой Социалистического Труда (Указ Президиума Верховного Совета СССР от 4 сентября 1986 года, орден Ленина и золотая медаль «Серп и Молот») — за большие заслуги в развитии науки, подготовке научных кадров и в связи с семидесятилетием со дня рождения[7]
- Орден «За заслуги перед Отечеством» II степени (11 сентября 2006 года) — за выдающийся вклад в развитие отечественной науки и многолетнюю плодотворную деятельность[8]
- Орден «За заслуги перед Отечеством» III степени (6 сентября 1996 года) — за заслуги перед государством и большой личный вклад в развитие науки[9]
- Орден Ленина (17 сентября 1975 года) — за заслуги в развитии советской науки и в связи с 250-летием Академии наук[10]
- Орден Отечественной войны II степени (6 апреля 1985 года) — за храбрость, стойкость и мужество, проявленные в борьбе с немецко-фашистскими захватчиками, и в ознаменование 40-летия победы советского народа в Великой Отечественной войне 1941—1945 годов[11][12].
- Орден Трудового Красного Знамени (27 апреля 1967 года) — за достигнутые успехи в развитии советской науки и внедрении научных достижений в народное хозяйство[13]
- Орден Трудового Красного Знамени (20 июля 1971 года)
- Медаль «За оборону Москвы» (удостоверение № 006284) (12 марта 1945 года)[14][15]
- Почётная грамота Президента Российской Федерации (20 сентября 2016 года) — за заслуги в научно-педагогической деятельности, подготовке квалифицированных специалистов и многолетнюю добросовестную работу[16]
- Ленинская премия (1959 года)
- Государственная премия СССР 1976 года в области науки и техники (4 ноября 1976 года) — за учебник «Техническая термодинамика», опубликованный в 1974 году (2-е издание)[17]
- Премия Правительства Российской Федерации 2011 года в области науки и техники (6 февраля 2012 года) — за разработку и внедрение эффективных технологий использования возобновляемых и нетрадиционных источников энергии в малой энергетике[18]
- Почётный член АН Венгрии;
- Почётный доктор Политехнического института в Тампере (Финляндия);
- Почётный доктор Технологического университета в Эйдховене (Нидерланды);
- Почётный доктор Университета имени Давида Бен-Гуриона (Израиль);
- Член Европейской академии наук и искусства;
- Член АН Боснии и Герцеговины[19];
- Действительный член Международной энергетической академии.
- Лауреат премии имени И. И. Ползунова АН СССР (1963);
- Лауреат Международной энергетической премии «Глобальная энергия» (2004);
- Награждён медалью Фарадея (1983).